# Diamonds in the Rough
Diamonds in the Rough är ett musikalbum av John Prine som lanserades 1972 på skivbolaget Atlantic Records. Albumet spelades in i New York och alla låtar skrevs av John Prine, utom titelspåret som var en komposition av A.P. Carter. Musikaliskt drar albumet åt gammal amerikansk folkmusik och country. Låttexterna på albumet behandlar såväl lättsammare ämnen som tyngre, exempelvis Vietnamkriget.

## Låtlista
1. "Everybody" – 2:43
2. "The Torch Singer" – 2:52
3. "Souvenirs" – 3:32
4. "The Late John Garfield Blues" – 3:02
5. "Sour Grapes" – 2:00
6. "Billy the Bum" – 4:41
7. "The Frying Pan" – 1:47
8. "Yes I Guess They Oughta Name a Drink After You" – 2:08
9. "Take the Star Out of the Window" – 2:06
10. "The Great Compromise" – 4:57
11. "Clocks and Spoons" – 3:10
12. "Rocky Mountain Time" – 3:03
13. "Diamonds in the Rough" – 1:49